# Joseph Freusberg (Bischof, 1806)

Joseph Freusberg

Joseph Freusberg (* 5. Oktober 1806 in Bilstein; † 14. November 1889 in Paderborn) war Weihbischof im Bistum Paderborn.

## Leben
Joseph Freusberg war ein Sohn des Olper Landrats Caspar Freusberg und dessen Ehefrau Maria Sophia Engelbertine Freusberg, geborene Biegeleben. Joseph Freusberg besuchte das Gymnasium Laurentianum in Arnsberg und studierte in Bonn, Tübingen und Paderborn Theologie. Im Jahr 1830 wurde er zum Priester geweiht. Danach war er als Seelsorger in Olpe und Arnsberg tätig. Seit 1842 war er Kaplan und Geheimsekretär des Weihbischofs Richard Dammers in Paderborn. Von dessen Nachfolger wurde er 1845 zum Geistlichen Rat ernannt; 1850 wurde er Domkapitular.
Am 7. April 1854 wurde Freusberg zum Titularbischof von Sidyma und Weihbischof in Paderborn ernannt. Die Bischofsweihe empfing er am 14. Mai desselben Jahres vom Paderborner Bischof Franz Drepper.
Seit 1858 war Freusberg Dompropst. Außerdem war er seit 1842 Superior der Kongregation der Barmherzigen Schwestern vom Hl. Vincenz von Paul Paderborn.

## Ehrungen
Zu seinem fünfundzwanzigjährigen Jubiläum als Weihbischof wurde er 1879 zum Ehrenbürger von Paderborn ernannt. Die Ehrung galt auch seinem jahrzehntelangen Wirken für die Armen- und Krankenpflege der Stadt.